# Who Shot Patakango?
Who Shot Patakango?, também conhecido como Who Shot Pat? (no Brasil, Agitando em 57) é um filme americano de 1989, dirigido por Robert Brooks e com a atriz Sandra Bullock.

## Sinopse
O filme se passa no Brooklyn, em Nova York, e aborda a transição para a vida adulta de um grupo de estudantes no fim da década de 1950. Bic Bickham (interpretado por David Edwin Knight), um estudante de uma escola secundária pública, se apaixona por Devlin Moran (interpretada por Sandra Bullock), uma estudante de um colégio privado de uma família rica. O filme enfatiza a estratificação social do período, reminiscente do filme The Outsiders.

## Elenco
David Edwin Knight - Bic Bickham

Sandra Bullock - Devlin Moran

Kevin Otto - Mark Bickham

Aaron Ingram - Cougar

Brad Randall - Patakango

Chris Cardona - Freddie

Michael Puzzo - Goldie

Christopher Crean - Tony

Gregg Marc Miller - Vinnie

Damon Chandler - Sr. Donnelly

Bridget Fogle - Mitsy

Phil Rosenthal - reitor

Clint Jordan - Ricky (Dick)

Ella Arolovi - Marianna

Nicholas Reiner - Carmen